# 이력 현상
이력 현상(履歷現象) 또는 다른길오고감(또는 다른길오고감 현상) 또는 히스테리시스(hysteresis)는 물질이 거쳐 온 과거가 현재 상태에 영향을 주는 현상으로 어떤 물리량이 그 때의 물리조건만으로 결정되지 않고 이전에 그 물질이 경과해 온 과정에 의존(history-dependent)하는 특성을 말한다.

### 전자 회로

슈미트 트리거(Schmitt trigger)의 날카로운 히스테리시스 루프

## 생물학

### 호흡 생리학
폐 히스테리시스는 흡기 대 호기 시 폐의 순응도를 관찰할 때 분명하게 나타난다. 순응도의 차이(Δ부피/Δ압력)는 추가 폐포를 모집하고 팽창시키기 위해 흡기 중에 표면 장력을 극복하는 데 필요한 추가 에너지로 인해 발생한다.
흡기의 경폐압(transpulmonary pressure) 대 호기량 곡선은 호기의 압력 대 부피 곡선과 다르며, 이 차이는 히스테리시스로 설명된다. 흡기 중 특정 압력에서의 폐 부피는 호기 중 특정 압력에서의 폐 부피보다 적다.

## 같이 보기
- 시간의존성 점도
- 백래시 (공학)
- 퍼지 제어 시스템
- 마르코프 확률 과정
- 멤리스터
- 경로 의존성
- 잔류 자기